# Mošav šitufi
mošav šitufi plurál mošavim šitufim (hebrejsky מושב שיתופי‎, doslova kolektivní osada) je typ menšího zemědělského sídla v Izraeli. Jde o specifický podtyp vesnických sídel mošavů.

## Charakter sídla
Vesnice typu mošav šitufim jsou založeny na principu kolektivního vlastnictví a ekonomiky, podobně jako kibucy, ale na rozdíl od kibuců má každá rodina svůj vlastní dům a zodpovídá za své stravování, praní prádla a péči o děti (podobně jako v osadách typu mošav ovdim). Míra pracovního nasazení a odměna za práci jsou přizpůsobeny individuálním podmínkám. Podobně jako osady typu kibuc měly i vesnice typu mošav šitfi tendenci rozvíjet i nezemědělské hospodářské aktivity. Prvním sídlem tohoto typu byl Kfar Chitim zřízený roku 1936.
Podobně jako izraelské kibucy prošly i osady typu mošav šitufi od konce 20. století často proměnou a redukcí většiny prvků kolektivismu. Například vesnice Alonej ha-Bašan se v 90. letech 20. století proměnila na ryze individuální obec typu společná osada (jišuv kehilati). Roku 1989 stejnou proměnou prošla také vesnice Rakefet, roku 1991 obec Ja'ad a další.

## Demografie
K 31. prosinci 2013 existovalo v Izraeli 38 mošavů šitufi, ve kterých žilo 23 600 obyvatel.
| Rok                | 1961  | 1972  | 1983  | 1995   | 2008   | 2010   | 2011   | 2012   | 2013   |
| ------------------ | ----- | ----- | ----- | ------ | ------ | ------ | ------ | ------ | ------ |
| Poč. mošavů šitufi | 20    | 33    | 43    | 44     | 41     | 40     | 40     | 38     | 38     |
| Poč. obyv.         | 4 000 | 5 500 | 9 100 | 13 400 | 21 200 | 24 100 | 25 500 | 22 800 | 23 600 |